# Вести недели
«Вести недели» — еженедельная информационно-аналитическая телепрограмма Всероссийской государственной телерадиокомпании (ВГТРК).
Программа выходит по воскресеньям в 20:00 на телеканале «Россия-1» (ранее — «РТР», «Россия») с начала сентября по начало июля. С 29 марта 2009 года программа около 23:00 по московскому времени повторяется на телеканале «Россия-24» (ранее — «Вести»). С 2001 по 2005 год программа выходила также в повторе днём, затем утром в понедельник на телеканале «Россия». С 2002 года программа транслируется также на международном спутниковом канале «РТР-Планета».
Передача не имеет рубрик, но продолжительное время внутри неё в кратком виде могли показываться фрагменты из программы «Специальный корреспондент».

## История
«Вести недели» впервые вышли в эфир 16 сентября 2001 года. До этого у дирекции информационных программ телеканала РТР не было собственной итоговой информационной программы, а её функции выполняла еженедельная аналитическая программа Николая Сванидзе «Зеркало» (она считалась фактически автономной от «Вестей», но использовала материалы её корреспондентов в случае необходимости передать оперативную информацию), а с начала 2001 года — «Вести в субботу» с Василием Кикнадзе. Последняя из них была поначалу закрыта, но возобновилась 6 сентября 2008 года, уже с Сергеем Брилёвым.

### Евгений Ревенко
Создателем программы был её первый ведущий — Евгений Ревенко. Когда программа только готовилась к выходу, в качестве возможного её названия рассматривался заголовок «Вести. Главные события», но от него быстро отказались. Взамен него было предложено название «Вести недели». Первый выпуск «Вестей недели» был практически полностью посвящён событиям в США 11 сентября 2001 года. С самого первого выпуска программа привлекла внимание многих телезрителей — многие отмечали подбор сюжетов и тем для каждой программы, а также Евгения Ревенко и его стиль ведения программы. В течение первых сезонов программы в ней выходили сюжеты, посвящённые как аспектам общественно-политической жизни страны и мира, так и проблемам общества и общественным явлениям. В 2001 и 2002 году «Вести недели» входили в список лучших программ года по мнению руководителей российских телеканалов.
В те годы постоянными авторами программы были такие тележурналисты, как Константин Сёмин, Сергей Пашков, Аркадий Мамонтов, Андрей Кондрашов, Елена Масюк, Эдуард Петров, Андрей Медведев, Евгений Пискунов и другие. Программа быстро завоевала популярность среди зрителей и стала одной из самых рейтинговых среди подобных информационно-аналитических программ на других российских телеканалах. Тем не менее, программа получила негативные отзывы со стороны бывших коллег Ревенко из команды Евгения Киселёва, в частности, Владимира Кара-Мурзы. По мнению Павла Шеремета, аналитические программы с Ревенко «по агрессивности порой переплёвывали аналогичные с Сергеем Доренко».
Летом 2003 года Ревенко ушёл из программы. Существуют мнения, что это произошло из-за выпуска от октября 2002 года (о трагедии «Норд-Оста»), где был показан труп убитого Мовсара Бараева.
В первую эпоху Ревенко программа завершалась демонстрацией титров, так как позиционировалась как авторская. В более поздних выпусках с ним и с другими ведущими до 2010 года программа завершалась демонстрацией плана пустой информационной студии сверху, как и большинство выпусков «Вестей» в то время, а с 2010 года транслируется план студии с ведущим.

### Сергей Брилёв
После ухода Ревенко на административную деятельность (он стал заместителем руководителя Дирекции информационных программ Владимира Кулистикова), выбор руководства телеканала остановился на Сергее Брилёве. Первый выпуск программы с Сергеем в качестве ведущего состоялся 31 августа 2003 года. До «Вестей недели» Брилёв в течение двух лет вёл вечерние выпуски «Вестей» в 20:00. Тематика программы же осталась без серьёзных изменений. Но, несмотря на это, в интервью газетам Брилёв неоднократно утверждал, что «„Вести недели“ содержат в себе черты больше авторской, чем информационно-аналитической программы». Критики программы отмечали, что в этот период существования «Вести недели» стали всё больше походить на выпуски немецкого пропагандистского журнала Deutsche Wochenschau 1940-х годов.
Брилёв вёл программу на протяжении четырёх лет (2003—2007). За это время программа была дважды удостоена премии ТЭФИ (2005, 2006) в номинации «Лучшая информационно-аналитическая программа», а её ведущий стал обладателем той же премии в 2006 году — в номинации «Лучший ведущий информационно-аналитической программы».

### Андрей Кондрашов
В феврале 2007 года Сергей Брилёв решил покинуть программу с целью создать новый телепроект (по другим сведениям, его уход из программы был связан с вольной трактовкой в эфире мюнхенской речи Путина или же с личным решением своего начальника Олега Добродеева). Ему на смену пришёл Андрей Кондрашов. До «Вестей недели» он работал корреспондентом в кремлёвском пуле, а также вёл большой выпуск «Вестей». Смена ведущего вызвала неоднозначную реакцию у журналистов, пишущих о телевидении. Несмотря на это, телеакадемики в очередной раз оценили «Вести недели»: в 2007 году программа завоевала премию ТЭФИ в номинации «Информационно-аналитическая программа».
Кондрашов вёл программу часть сезона 2006/2007 и весь сезон 2007/2008 годов (первый эфир — 18 февраля 2007 года). В июле 2008 года Андрей Кондрашов также ушёл из «Вестей недели» в вечерний выпуск больших «Вестей» в 20:00. Впоследствии он будет периодически появляться в качестве корреспондента «Вестей недели», а в марте 2014 года и летом 2014—2018 годов проводил расширенные выпуски «Вестей» во время отпуска Дмитрия Киселёва.

### Евгений Ревенко. Вторая эпоха
Летом 2008 года заместителем генерального директора ВГТРК стал Дмитрий Киселёв. Его переход на административную деятельность сопровождался масштабной ротацией ведущих главной информационной программы «России». Место ведущего «Вестей недели» снова оказалось вакантным. В качестве ведущего программы пробовался Константин Сёмин, но вскоре, после некоторых раздумий, Олег Добродеев принял решение «оставить Сёмина в дневных выпусках, Кондрашова в вечерних, а в „Вести недели“ вернуть Евгения Ревенко». Выбор руководства действительно остановился на ушедшем из программы пять лет назад и вернувшемся годом ранее на «Россию» в качестве корреспондента Евгении Ревенко. За время отсутствия в эфире он работал в пресс-службе правительства Михаила Фрадкова, а также корреспондентом «России», в украинском корпункте. Ревенко продолжит вести программу следующие четыре года (2008—2012). Первый эфир с Ревенко в его вторую эпоху состоялся 7 сентября 2008 года. Тематика программы осталась без серьёзных изменений.

### Дмитрий Киселёв
В августе 2012 года руководство телеканала в очередной раз решило изменить программу: вместо Евгения Ревенко её автором и ведущим стал Дмитрий Киселёв, который ранее вёл и принимал участие в ряде общественно-политических ток-шоу телеканала «Россия-1». Киселёв сразу внёс свои коррективы в формат программы: «Формат претерпит изменения, программа будет авторской, изменится интонация», — говорил он в интервью РИА Новости. Первый выпуск программы с Дмитрием в качестве ведущего состоялся 9 сентября 2012 года. Интерес журналистов почти сразу же привлёк фрагмент выпуска передачи от 7 октября 2012 года, посвящённый 60-летию Владимира Путина. Дмитрий Киселёв посвятил этому событию комментарий продолжительностью 12 минут 41 секунду. Не менее громким был и сюжет программы от 16 февраля 2014 года: в тот день в эфире «Вестей недели» Киселёв выступил с резкой критикой радиостанции «Эхо Москвы» и сакцентировал особое внимание на еврейском происхождении поэта Игоря Иртеньева и публициста Виктора Шендеровича. На сюжет передачи отреагировал Российский еврейский конгресс. РЕК посчитал неприемлемым случай, когда национальность оппонента используется как аргумент в споре и как дополнительное обоснование для его критики.
До 2013 года включительно (за исключением короткого периода в августе 2008 года) в период летних отпусков вместо «Вестей недели» выходил обычный выпуск программы «Вести». В августе 2008 и с 2014 года, в период отсутствия основного ведущего в связи с летним отпуском или праздничными днями, по воскресеньям выходит выпуск программы «Вести в 20:00» в формате подведения итогов недели. В разное время данные выпуски вели Евгений Попов (2014—2019, 2024—2025), Андрей Кондрашов (2014—2017), Игорь Кожевин (2017—2023, 2025), Евгений Рожков (2018—2023, 2025), Ольга Скабеева (2019), Эрнест Мацкявичюс (2019—2023, 2025), Татьяна Ремезова (2020, дубли +9, +8, +7) и Денис Полунчуков (2020; дубли +6, +5). В 2022 году отпуск программы был короче предыдущих и длился 2 недели.
27 июня 2014 года Дмитрий Киселёв претендовал на премию «ТЭФИ» в номинации «Ведущий информационных программ», однако награду получил Вадим Такменёв. Однако спустя год, 25 июня 2015 года, награда всё же была завоёвана: программа в третий раз стала обладателем «ТЭФИ» в номинации «Информационная программа». Через два года, 3 октября 2017 года, «Вести недели» вновь выиграла «ТЭФИ», на этот раз в номинации «Информационно-аналитическая итоговая программа».
В сентябре 2021 года Дмитрий Киселёв был госпитализирован с коронавирусом, из-за чего ему впервые за 9 лет работы пришлось пропустить выпуски программы от 12 и 19 сентября 2021 года. Исполнять обязанности ведущего было доверено Игорю Кожевину. Такое повторилось и 23 марта 2025 года (по другой причине болезни ведущего — пневмонии), ведущим итоговых «Вестей» стал Евгений Попов.
С 8 мая 2022 года выпуски телепередачи выкладываются на медиаплатформу ВГТРК «Смотрим» с английскими субтитрами. 22 мая того же года к этому языку добавился и испанский, а 16 октября — французский и немецкий языки. С 30 апреля 2023 года все четыре варианта субтитров встроены в одну видеозапись (ранее для каждого языка загружалось своё видео).
В связи с показом документального фильма Дмитрия Киселёва «Красный проект. К 100-летию СССР» 25 декабря 2022 года выпуск программы был перенесён на час раньше — в 19:00. 17 марта 2024 года выпуск «Вестей недели» был также смещён на 19:00 в связи с президентскими выборами, 24 марта в связи с показом фильма «Белград», а 4 мая 2025 года в связи с показом фильма «Россия. Кремль. Путин. 25 лет» к 25-летию первой инаугурации Владимира Путина.

## Резонансные моменты
1 апреля 2007 года в передаче было показано интервью с неизвестным, представившимся другом Александра Литвиненко. Неизвестный человек, сидевший спиной к камере и назвавшийся Петром, заявил, что отравление было организовано Березовским, поскольку Литвиненко знал, что тот якобы получил статус политического беженца путём подлога. По словам неизвестного, Литвиненко и Березовский подвергли его воздействию психотропных препаратов и заставили заявить, что он был направлен ФСБ с целью убийства Березовского; плёнка с этой записью была впоследствии представлена в суде.
Освещая дело Леонида Развозжаева, Киселёв процитировал опубликованные оппозиционером «воспоминания», основу которых составил художественный рассказ Развозжаева «Как я играл в палача», опубликованный в литературном приложении к «Независимой газете» в 2003 году. Процитировав самый жестокий момент — казнь кота, — телеведущий не добавил окончание рассказа, кардинально меняющее ощущение от рассказа, на деле направленного против жестокого обращения с животными. Помимо этого, как отметила «Независимая газета», Киселёв не предоставил доказательства того, что этот факт происходил в реальной жизни Леонида.
Украинское информационное агентство УНИАН обвинило Дмитрия Киселёва во лжи и искажениях при описании событий, связанных с Евромайданом. Заявление относилось к сюжету «Украинское вече» программы «Вести недели» канала «Россия 1» от 8 декабря 2013 года о событиях на Украине, в котором события возле Администрации Президента Украины 1 декабря предшествовали разгону Евромайдана, что противоречит хронологии событий. 15 декабря, в следующем выпуске программы, Дмитрий Киселёв признал допущенную ошибку.
25 февраля 2014 года официально заявлено о том, что Российская общественная коллегия по жалобам на прессу нашла в сюжете «Украинское вече. Евромайдан: по стопам „цветных“ революций» программы «Вести недели» от 8 декабря 2013 года признаки пропаганды. Члены коллегии признали материал «подгонкой жизни под пропагандистскую „колодку“», сюжет о Майдане в целом, по их мнению, характеризуется «оскорбительно низким качеством» и рассчитан на «неразборчивость, нетребовательность и всеядность информационно зависимой части российского общества». Реплики Киселёва, прозвучавшие в ходе сюжета, коллегия назвала «установочными обобщениями».
10 апреля 2016 года в эфире программы «Вести недели» её ведущим Дмитрием Киселёвым был представлен отрывок из фильма Евгения Попова «Эффект Браудера», премьера которого была назначена на 13 апреля. Согласно фильму, российский политик Алексей Навальный с 2007 года сотрудничал с основателем Hermitage Capital Уильямом Браудером в рамках операции «Дрожь» по подрыву конституционного строя в России, которая была разработана ЦРУ ещё в 1986 году. СМИ обратили на ряд странностей, часть из которых была исправлена журналистами ВГТРК: переписка сотрудников иностранных спецслужб на английском языке имела орфографические и грамматические ошибки, один из документов подписан уже ушедшим к тому времени сотрудником спецслужб, в переписке есть ответы на вопросы, заданные через несколько лет спустя, голоса Ильи Пономарёва и Навального из аудиозаписи не соответствуют этим политикам (или их невозможно опознать). Помимо прочего, аудиозапись их разговора сопровождалась шипением, характерным скорее для стационарного телефона, а не для Skype, как то утверждали авторы. Кадры, отснятые каналом в офисе «Фонда борьбы с коррупцией» в Москве, в сюжете «Вестей недели» сопровождались всплывающей плашкой «Киев, Украина». Сам Навальный, оценивший содержание фильма как выдумку, пообещал подать в суд на Дмитрия Киселёва и Евгения Попова по статье «клевета», а также направил в ФСБ запрос с просьбой изъять и проверить на подлинность материалы, которые стали основой фильма Евгения Попова.
В эфире от 15 мая 2016 года Дмитрий Киселёв заявил об использовании в одной из прошлых программ поддельного удостоверение гауптштурмфюрера дивизии СС «Галичина», где также сравнивал политику нацистской Германии с политикой США. О неточности, по словам ведущего, сообщили зрители. Не принеся извинений за введение в заблуждение, Киселёв использовал эту тему, чтобы вновь заявить об участии украинцев в войне на стороне нацистской Германии. После демонстрации первого сюжета в «Вестях недели» известный российский журналист Георгий Андроников обнаружил, что на вклеенной фотографии в документе в действительности был изображён Вальтер Шмидт (оберштурмбанфюрер СС, переживший войну и проживший до 2000 года). Внимание журналиста также привлекли внимание грубые ошибки в тексте, в частности, фраза Гитлера, которую он на самом деле никогда не произносил.
В конце мая французский телеканал Canal+ в программе «Le Petit Journal» опубликовал разбор сюжета «Вестей недели» с Дмитрием Киселёвым о протестах евроскептиков во Франции. Все герои репортажа Антона Лядова рассказали французским журналистам, что их слова были неверно переведены и вырваны из контекста, один из случаев был подтверждён документально с помощью видеорегистратора. Также журналисты Canal+ опровергли утверждение российских коллег о закрытии лицея для размещения там мигрантов. Журналисты русской редакции RFI Radio France Internationale перевели интервью и снабдили передачу русскими субтитрами. В ответ Киселёв назвал разбор сюжета полемикой и обвинил иностранных коллег в двойных стандартах. Автор сюжета Антон Лядов отказался общаться с журналистами, а в сюжете вечерней программы «Вести» (названном пресс-службой «официальной позицией холдинга») объявил об отсутствии у французских журналистов претензий к самому интервью. В 2014 году Лядов стал известен во время работы на Украине, где одновременно с телеканалом НТВ сделал репортаж об Андрее Петхове, в которых он одновременно был сторонником и противником «ополчения».
20 ноября 2016 года в сюжете о тогдашнем президенте США Бараке Обаме Дмитрий Киселёв заявил: «Обама, размахивая руками, словно он в джунглях, задевал Трампа». Позднее ролик был переозвучен, а слова «словно он в джунглях» были заменены на «словно на пленэре». По словам Киселёва, это было сделано во избежание «сравнения Обамы с обезьяной». В интернете существует сразу три версии этого новостного сюжета: с упоминанием джунглей и стоящим Киселёвым (официальный канал «России 24» на Youtube), с упоминанием пленэра и проблемами со звуком несколько секунд (сайт «Вестей»), с упоминанием пленэра без проблем со звуком (сайт программы).
3 июня 2018 года сюжет программы о визите российского министра иностранных дел Сергея Лаврова в Пхеньян 31 мая был проиллюстрирован изображением, на котором лидеру КНДР Ким Чен Ыну была пририсована улыбка. На официальном снимке она не отображалась, вследствие чего возникло предположение, что редакторы телеканала прибегали к компьютерному фотомонтажу. Ведущий Дмитрий Киселёв после эфира заявил, что «редакция не пользовалась никакими инструментами для редактирования снимка», а во время встречи политиков было сделано большое количество снимков с разными мимическими фазами.
8 июля 2018 года в эфире программы был показан сюжет о пенсионной реформе, предполагающей повышение пенсионного возраста. Предваряя его, Дмитрий Киселёв раскритиковал политические силы, выступившие против реформы (прежде всего, КПРФ и «Справедливую Россию»), и заявил, что причиной высокой смертности мужчин в трудоспособном возрасте являются ошибки, допускаемые ими самими:
…Сейчас ожидаемая продолжительность жизни мужчин, доживших до 60, — 16 лет. То есть, жить выходящие сегодня на пенсию мужчины будут в среднем до 76 лет. Кто-то меньше, кто-то больше, но в среднем до 76. При том продолжительность жизни в России по мировым меркам быстро растёт. Так что уже в ближайшие годы будет ещё больше, чем 76. Но как же это сочетается со средней продолжительностью жизни мужчин в России 66,5 в 2016 году? А очень просто. Сильно проседает общая цифра от того, что до обидного мало мужчин доживают до 60. Из 100 тысяч к 60 годам живыми остаются лишь 67 тысяч мужчин.
Причины — в основном не старость, а пьянство, курение, наркомания, лихая езда и ДТП, драки со смертельным исходом, самоубийства, как правило, не на трезвую голову, наплевательское отношение к технике безопасности и вообще презрение к смерти, что в нашем характере. Все это до боли знакомо. Разве не так? Во многом болячки и 60-летних связаны с тем же. И вот поэтому до 65 сейчас в России доживают лишь 57 % мужчин из ста. Ну, и кто виноват? И при чём здесь те, кто хотят пожить ещё и на пенсии?

Знаете, когда-то более 20 лет назад мне доводилось снимать репортажи в британской армии. Так там на шкафчике у солдата я увидел наклейку: «Смерть — это ошибка на поле боя». Запомнилось на всю жизнь. «Смерть — это ошибка на поле боя». Конечно, может, и не всегда, но солдат-то правильно учат: ошибся — смерть. Формула, на мой взгляд, применима и к мирной жизни. Пьянство — ошибка. Лихачество на дороге — ошибка. И так далее. Безрассудство — ошибка…. 
Предыдущие эфиры программы также включали сюжеты, последовательно поддерживающие пенсионную реформу.
В мае 2022 года вышел репортаж-инсценировка, в котором российская термоядерная подводная ракета уничтожает Британские острова и Ирландию. Во вторник телерепортаж попал на первые страницы нескольких ирландских газет, в том числе ирландского издания Sun. В заявлении посольства России в Дублине говорится: «Взгляды и презентации в телешоу принадлежат редакции. Официальная позиция России всегда заключалась в том, что в ядерной войне не может быть победителей и что она никогда не должна быть развязана».

## Критика Дмитрия Киселёва
Президент России Владимир Путин раскритиковал риторику Дмитрия Киселёва о его намерении превратить США в радиоактивный пепел:
Бряцать атомным оружием — самое последнее дело, это вредная риторика, и я её не приветствую. 

Президент телекомпании «ВИД», журналист Александр Любимов относится к телевизионной карьере Киселёва с иронией:
Он проживает третью или четвёртую жизнь. Работал в нашем проекте «Окно в Европу». С начала нулевых обосновался на украинском телевидении, где лет шесть делал программу «Подробно», рассказывая любопытные вещи о нас, о москалях. А теперь, значит, на канале «Россия-1» грозит Америке ядерным пеплом. Дима — молодец, человек талантливый… 

Журналист Евгений Киселёв, напротив, критикует своего однофамильца за антиукраинскую пропаганду:
Боюсь, что с человеком, который смотрел только передачи российского телевидения, пришлось бы очень сложно разговаривать, поскольку с таким человеком (если он верит в то, что ему говорят) нужно разговаривать как с душевнобольным. <…> Но, тем не менее, я бы попытался моего собеседника убедить в том, что следует забыть всё, что ему рассказывал человек, которого я чаще всего называю «даже не мой однофамилец», и другие российские пропагандисты. <…> Принятые во всём цивилизованном мире законы уважения к свободе слова, к свободе журналистского мнения, к свободе журналистского высказывания не распространяются на людей типа Дмитрия Киселёва. 

Общественный деятель Алексей Навальный обвинил программу и лично Дмитрия Киселёва в постоянной ложной информации:
Просто тотальная ложь. От первого до последнего слова. Врут даже там, где их легко поймать на вранье — не потому, что иначе не умеют, а потому, что это стало сутью их работы. 

## Экстренное вещание
- 7 октября 2001 года, в день начала военных действий в Афганистане шла программа «Вести недели». Ведущим был Евгений Ревенко[103].
- 12 мая 2002 года, спустя 3 дня после террористического акта в Каспийске, в эфир вышел специальный выпуск «Вестей недели», который по большей степени включал в себя репортажи корреспондентов только на эту тему[104]. В печатных программах передач вместо него был указан простой выпуск «Вестей». Ведущим был Евгений Ревенко.
- 6 июня 2004 года поздно вечером в эфир вышел спецвыпуск «Вестей недели», который был посвящён 60-летию со дня открытия Второго фронта. Ведущим был Сергей Брилёв[105].
- 31 октября 2004 года вышел специальный выпуск «Вестей недели», который был посвящён Президентским выборам на Украине. Ведущим был Сергей Брилёв.
- 21 ноября 2004 года в 23:45 вышел специальный выпуск «Вестей недели», который был посвящён Президентским выборам на Украине. Ведущим был Сергей Брилёв.
- 16 июля 2006 года «Вести недели» с Сергеем Брилёвым вышли в эфир сверх графика в 23:00 из выездной студии на Заячьем острове и были посвящены ходу 32-го саммита «Большой восьмёрки»[106].
- 2 декабря 2007 года вышел спецвыпуск «Вестей недели», который был посвящён Парламентским выборам в Госдуму. Ведущим был Андрей Кондрашов.
- 25 мая 2014 года вышел специальный выпуск «Вестей недели», который был посвящён Президентским выборам на Украине. Ведущим был Дмитрий Киселёв.
- 8 февраля 2015 года вышел специальный выпуск «Вестей недели», который был посвящён Нормандской четвёрке. Ведущим был Дмитрий Киселёв.

## Факт
- Проморолик программы образца 2014 года скопирован с фрагмента фильма «Робокоп» (2014)[107].